# Вишневе (Полтавський район)
Вишневе (раніше — Свердловське) — село в Україні, у Білицькій селищній громаді Полтавського району Полтавської області. Населення становить 385 осіб.

## Географія
Село Вишневе знаходиться на лівому березі річки Кобелячка, вище за течією на відстані 3 км розташоване село Дрижина Гребля, нижче за течією на відстані 3 км розташоване село Колісниківка, на протилежному березі — село Бутенки. Поруч проходять автомобільна дорога М22 (E577) та залізниця, зупинний пункт 197 км.

## Населення

### Мова
Розподіл населення за рідною мовою за даними перепису 2001 року:
| Мова       | Кількість | Відсоток |
| ---------- | --------- | -------- |
| українська | 364       | 94.55%   |
| російська  | 15        | 3.89%    |
| румунська  | 6         | 1.56%    |
| Усього     | 385       | 100%     |

## Історія
12 червня 2020 року, відповідно до розпорядження Кабінету Міністрів України № 721-р «Про визначення адміністративних центрів та затвердження територій територіальних громад Полтавської області», село увійшло до складу Білицької селищної громади.
19 липня 2020 року, в результаті адміністративно - територіальної реформи та ліквідації  Кобеляцького району, село увійшло до складу новоутвореного Полтавського району.

## Економіка
- Молочно-товарна ферма.

## Об'єкти соціальної сфери
- Школа I ст.
- Клуб.

## Галерея

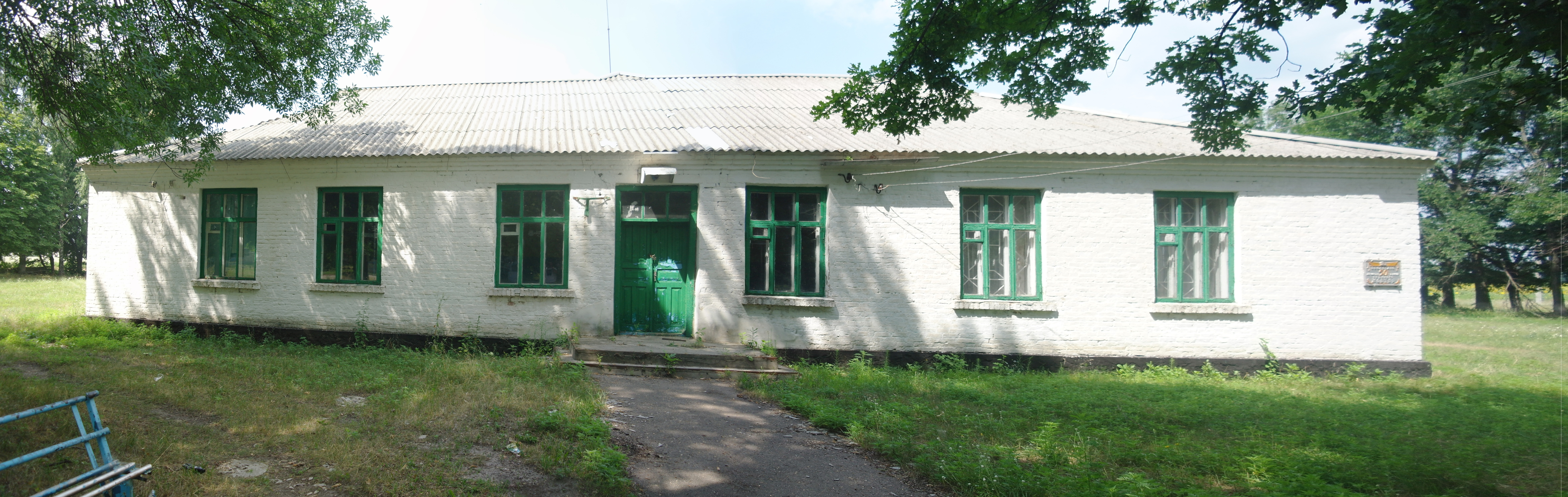
Будинок культури
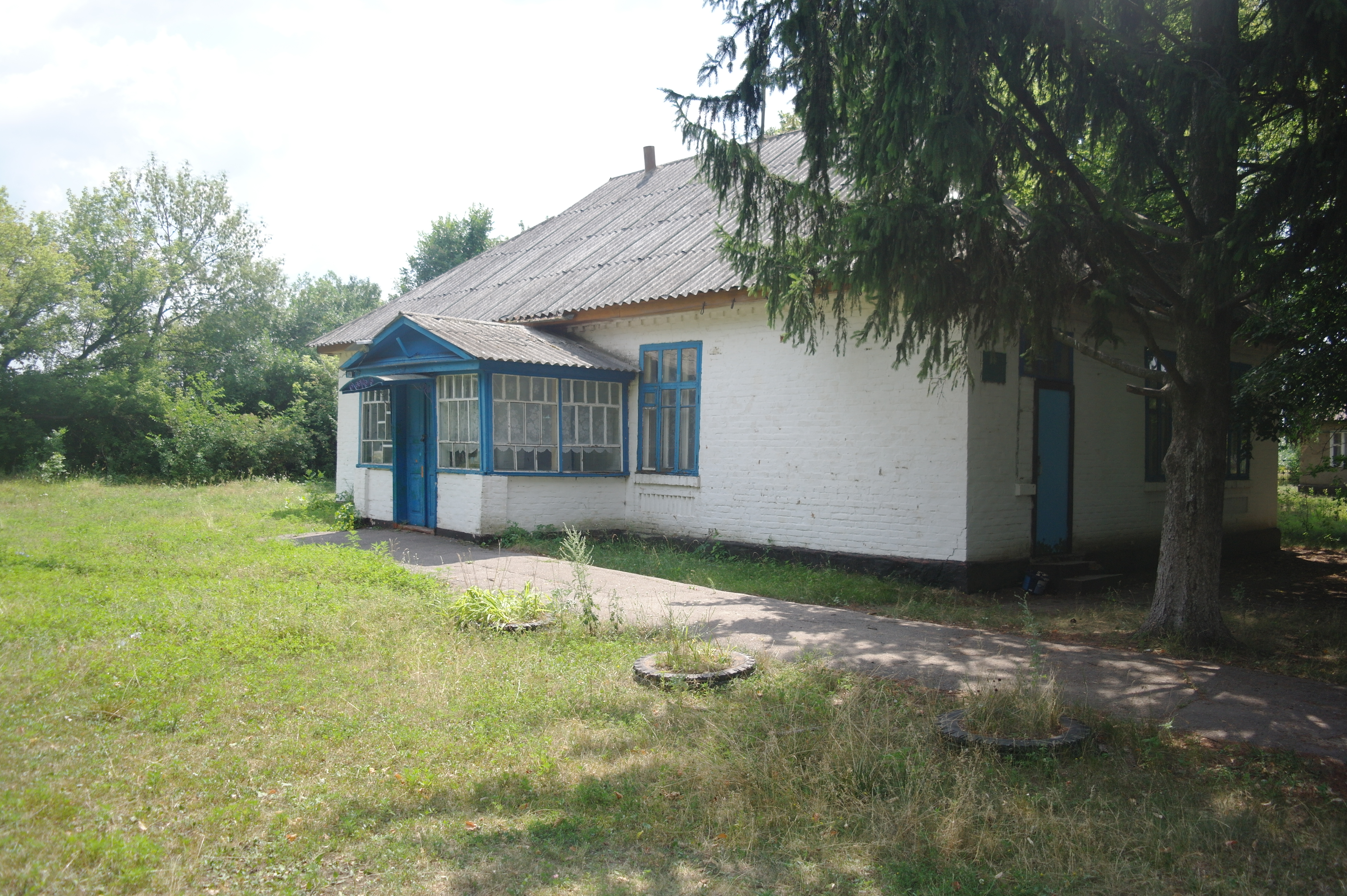
Школа
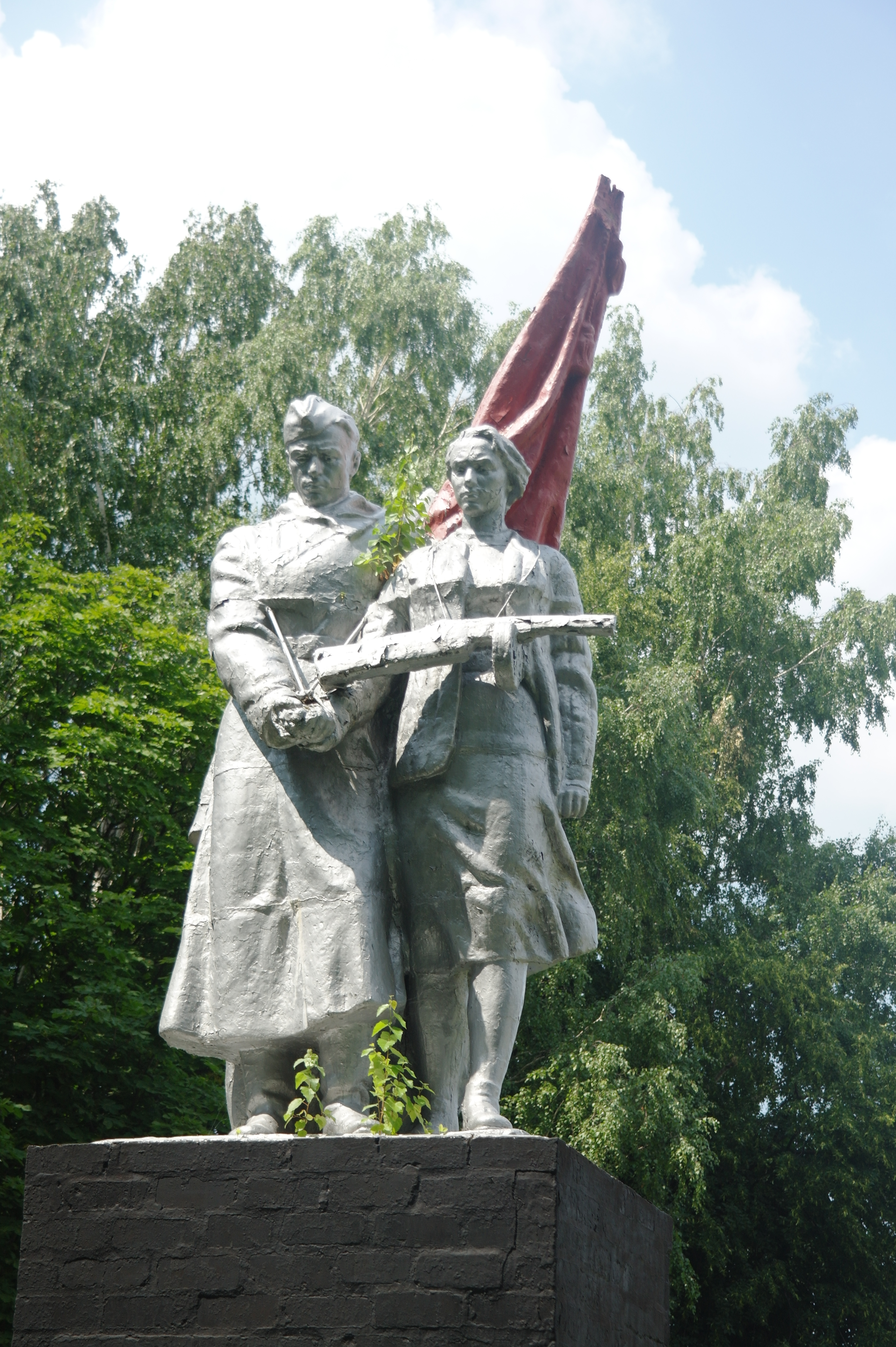
Пам'ятник учасникам Другої Світової Війни
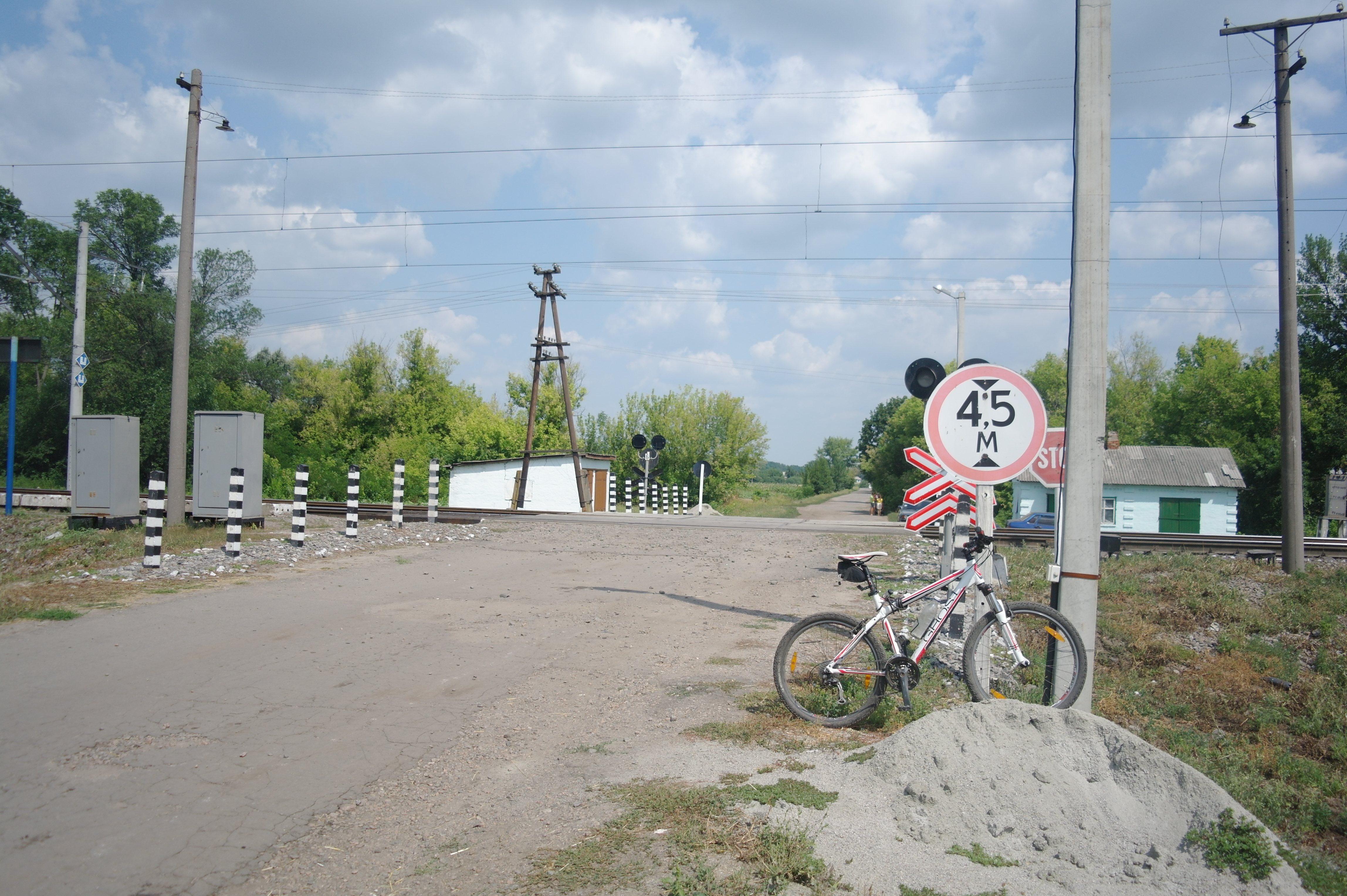
Переїзд через залізницю